# Ken Smith (Schachspieler)
Kenneth Ray „Ken“ Smith (* 13. September 1930 in Olney, Texas; † 4. Februar 1999 in Dallas, Texas) war ein US-amerikanischer Schachspieler und Autor. Das Smith-Morra-Gambit ist nach ihm benannt. Er war vor allem in Texas sehr bekannt und auch als Pokerspieler aktiv.

## Poker
Smith spielte ab den 1970er-Jahren Pokerturniere und nahm insbesondere mehrfach an der World Series of Poker im Binion’s Horseshoe in Las Vegas teil. Nachdem er beim Main Event der Turnierserie 1978 mit dem sechsten Rang noch den letzten unbezahlten Platz belegt hatte, wurde er 1981 Vierter und erhielt ein Preisgeld von 37.500 US-Dollar. Im Januar 1983 gewann der Amerikaner das Stairway to the Stars im Stardust Casino am Las Vegas Strip und sicherte sich den Hauptpreis von 140.000 US-Dollar. Im Caesars Palace entschied er im Februar 1985 beim Superbowl of Poker ein Turnier der Variante Seven Card Stud mit einer Siegprämie von rund 56.000 US-Dollar für sich. Bei derselben Turnierserie setzte sich Smith Anfang Februar 1989 bei einem Event in Pot Limit Omaha durch, das mit 84.000 US-Dollar dotiert war. Seine letzte Geldplatzierung erzielte er im Oktober 1997. Insgesamt erspielte er sich in seiner Laufbahn mit Turnierpoker knapp 400.000 US-Dollar.

## Werke
- King's Indian Attack, co-author John Hall, 2nd Revised Edition, Chess Digest, ISBN 978-0-87568-174-0
- Modern Art of Attack, co-author John Hall, 1988, Chess Digest, ISBN 978-0-87568-176-4
- An Unbeatable White Repertoire After 1 e4 e5 2 Nf3, co-author Larry Evans, 1988, Chess Digest, ISBN 978-0-87568-171-9
- Winning with the Colle System, co-author John Hall, 1990, 2nd Revised Edition, Chess Digest, ISBN 978-0-87568-169-6
- Winning with the Center Counter 1 e4 d5!, co-author John Hall, 1991, Chess Digest, ISBN 978-0-87568-196-2
- 2 c3 vs. The Sicilian and The Smith–Morra Gambit Declined, 1992, Chess Digest, ISBN 978-0-87568-188-7
- Smith–Morra Accepted • A Game Collection, co-author Bill Wall, 1992, Chess Enterprises, ISBN 978-0-945470-22-9
- Essential Chess Endings Explained Move By Move • Volume Two, 1992, Chess Digest, ISBN 978-0-87568-210-5
- The Vienna Game and Gambit, co-author A. E. Santasiere, 1992, Revised 2nd Edition, ISBN 978-0-87568-204-4
- Test Your Opening, Middlegame and Endgame Play, co-author Roy DeVault, 1992, Chess Digest
- Winning with the Pirc Defense, 1993, Chess Digest, ISBN 978-0-87568-226-6
- Winning with the Reti Opening, co-author John Hall, 1993, Chess Digest, ISBN 978-0-87568-237-2
- Winning with the Blackmar–Diemer Gambit, co-author John Hall, 1993, Chess Digest, ISBN 978-0-87568-234-1
- The Veresov Attack, co-author John Hall, 1994, Chess Digest, ISBN 978-0-87568-251-8
- The Göring Gambit • Accepted & Declined, co-author John Hall, 1994, Chess Digest, ISBN 978-0-87568-253-2
- Winning With The Benko Gambit • Accepted, Semi-Accepted, Declined, co-author John Hall, 1994, Chess Digest, ISBN 978-0-87568-241-9
- The Englund Gambit and The Blackburne–Hartlaub Gambit Complex, co-author John Hall, 1994, Chess Digest, ISBN 978-0-87568-242-6
- Test Your Opening, Middlegame and Endgame Play • Volume II, co-author Roy DeVault, 1994, Chess Digest
- Queen's Gambit Accepted, co-author John Hall, 1995, Chess Digest, ISBN 978-0-87568-255-6
- The Catalan, co-author John Hall, 1995, Chess Digest, ISBN 978-0-87568-264-8
- The Henning–Schara Gambit, co-author John Hall, 1995, Chess Digest, ISBN 978-0-87568-268-6
- Grand Prix Attack • Attacking the Sicilian Defense with 2 f4, co-author John Hall, 1995, Revised 2nd Edition, Chess Digest, ISBN 978-0-87568-276-1